# John Constable
John Constable (født 11. juni 1776 i East Bergholt i Suffolk i England, død 31. marts 1837) var en engelsk maler fra romantikken. Han er hovedsagelig kendt for sine landskabsmalerier af Dedham Vale, området som omgiver hans hjem, nu kendt som "Constable Country". "Jeg maler mine egne steder bedst", skrev han til sin ven John Fisher i 1821. "Maling er bare et andet ord for følelse."
Dedham Vale fra 1802 og The Hay Wain fra 1821 hører til hans mest kendte malerier. Selv om hans malerier nu er blandt de mest populære og kostbare i britisk kunst, var han aldrig en finansiel succes og blev først medlem af det etablerede samfund, da han 43 år gammel blev valgt til Royal Academy.
Han solgte flere malerier i Frankrig end i sit fødeland.[kilde mangler]
Constables billeder påvirkede samtidige franske kunstnere som Eugène Delacroix og kunstnerne i Barbizon, såvel som de senere impressionister.
| - Dedham Vale – The Hay Wain – Salisbury Cathedral - Dedham-dalen, 1802 Dedham Vale - Høvognen, 1821 The Hay Wain - Salisbury Cathedral set fra engområderne i nærheden, 1931 Salisbury Cathedral from the meadows |

| - Portrætter af Constables familie - Charles Golding Constable, 1835-6 (søn nr. to) - Abram Constable, ca. 1806 (kunstnerens bror) - Ann Constable (1748-1815), ca. 1830 - Muligvis portræt af Mary Constable, ca. 1806 - Portræt af en af kunstnerens sønner — efter traditionen John Charles Constable (1817-41) |

| - Andre værker af John Constable - Vue mod Epsom, 1808-09 - Bådebyggeri nær Flatford Mill, 1815 - Flatford Mill Scene fra en sejlbar flod, ca. 1816 Scene on a Navigable River – Tate Britain - Weymouth Bay, ca. 1816 |

| - Wivenhoe Park, Essex, 1816 - Deadham sluse og mølle, 1820 Dedham Lock and Mill - Stratford Mill, 1820, National Gallery - Waterloo Bridge, 1820. - Malvern Hall, 1820-21 - Salisbury Katedral set fra biskoppens jorde, 1823 |

| - Springende hest, 1825 The Leaping Horse Royal Academy of Arts, London - Havlandskab med regnskyer, 1827 Seascape Study with Rain Cloud - Hadleigh Castle, 1828 - Hadleigh Castle(en), 1829 - Åbningen af Waterloo Bridge malet 1831-32 The Opening of Waterloo Bridge ('Whitehall Stairs', fandt sted 18. juni 1817(en)) - Fire Sketch (tegnet 16. oktober 1834 mens Old Palace of Westminster brændte) - Stonehenge, 1835 - Arundel Mill and Castle, 1837. |